# Luigi Fabri
Luigi Fabri (Roma, 16 aprile 1778 – Albano Laziale, 5 giugno 1835) è stato un incisore e editore italiano.

## Biografia
Luigi Fabri ha inciso e editato opere di Bartolomeo Pinelli. Come incisore, si firmava ALOYSIUS FABRI. Allievo di Domenico Cunego, ha inciso dipinti di Andrea del Sarto, Raffaello Sanzio, Michelangelo Buonarroti, Guercino, Guido Reni, Nicolas Poussin. Suoi rami sono conservati a Roma, all'Istituto nazionale per la grafica. La sua stamperia, a Roma, risulta in vari indirizzi: in via Borgognona 66, in via del Bufalo 141 e in via Capo le Case 3. Venuto in possesso dei rami originali, curò riedizioni della serie I muscoli del corpo umano di Carlo Cesio e della Raccolta di opere varie inventate da Pietro Testa e incise dal nipote Giovanni Cesare Testa e da François Collignon.

### Incisioni dalla Cappella Sistina
Degli affreschi di Michelangelo, nella Cappella Sistina, Luigi Fabbri, incise 13 lastre, tra cui: La Sibilla Persica, Il Profeta Giona, la Sibilla Libica, il Profeta Daniele, la Sibilla Cumana, Il Profeta Isaia, la Sibilla Delfica, il Profeta Zaccaria, David che taglia la testa di Golia, il Serpente di bronzo, Giuditta che taglia la testa di Oloferne.

### Incisioni dalle Stanze di Raffaello
Luigi Fabri stampò una raccolta di sue incisioni, tratte dai dipinti delle Stanze di Raffaello. Su disegno di Giacomo Conca, eseguì le incisioni della cosiddetta Donazione di Costantino; le incisioni relative al dipinto raffigurante la Giustificazione di Leone III, Luigi Fabri le trasse da disegni di Tommaso Minardi. Sulla tovaglia dell'altare lasciò inciso il suo nome e cognome, la data e Roma. Le incisioni che riguardano l'incoronazione di Carlo Magno, Fabri le trasse da disegni di Ferdinando Cavalleri. Incise anche La battaglia di Ostia. Da una recensione d'epoca: «Le difficoltà le quali non si possono conoscere nella incisione, sono quelle che ebbe a superare il disegnatore a cagione del luogo nel quale il dipinto è condotto, tanto disagiato di lume, quanto sempre resta poco il dirlo. E che importi questo disagio in tale spezie di opera non è chi non immagini facilmente. Basta che fu vinta la difficoltà dalla valentìa del Cavalleri e che la incisione è di tanta forza e di tanta evidenza (negli acciari la luce pare venir fuora) da non temere quelle di Volpato, alle quali deve divenire compagna.»

### L'editore
- Luigi Fabri, La favola di Amore e Psiche inventata da Raffaello da Urbino in 32 rami, incisi all'acquaforte, Roma, Presso l'incisore - via Borgognona n° 66, 1798.
- Bartolomeo Pinelli - romano, "L'Eneide, tradotta da Clemente Bondi inventata e incisa all'acquaforte", In Roma, presso Luigi Fabri, 1811.
- Bartolomeo Pinelli, "Raccolta di quindici costumi li più interessanti della Svizzera, disegnati e incisi all'acquaforte", Roma, Luigi Fabri, via Borgognona n° 66, 1813.
- Bartolomeo Pinelli - romano, "Istoria greca", Roma, Luigi Fabri, via Capo le Case n° 3, 1821.
- Bartolomeo Pinelli, "Raccolta di cento costumi antichi ricavati dai monumenti e dagli autori antichi, disegnati e incisi all'acquaforte", Roma, Luigi Fabri, via Borgognona n° 66, 1828.

### Altre opere
- Da Andrea Del Sarto: Adorazione dei Magi, 1809; Nascita di Maria.
- Da Guido Reni: Gesù e la Samaritana.

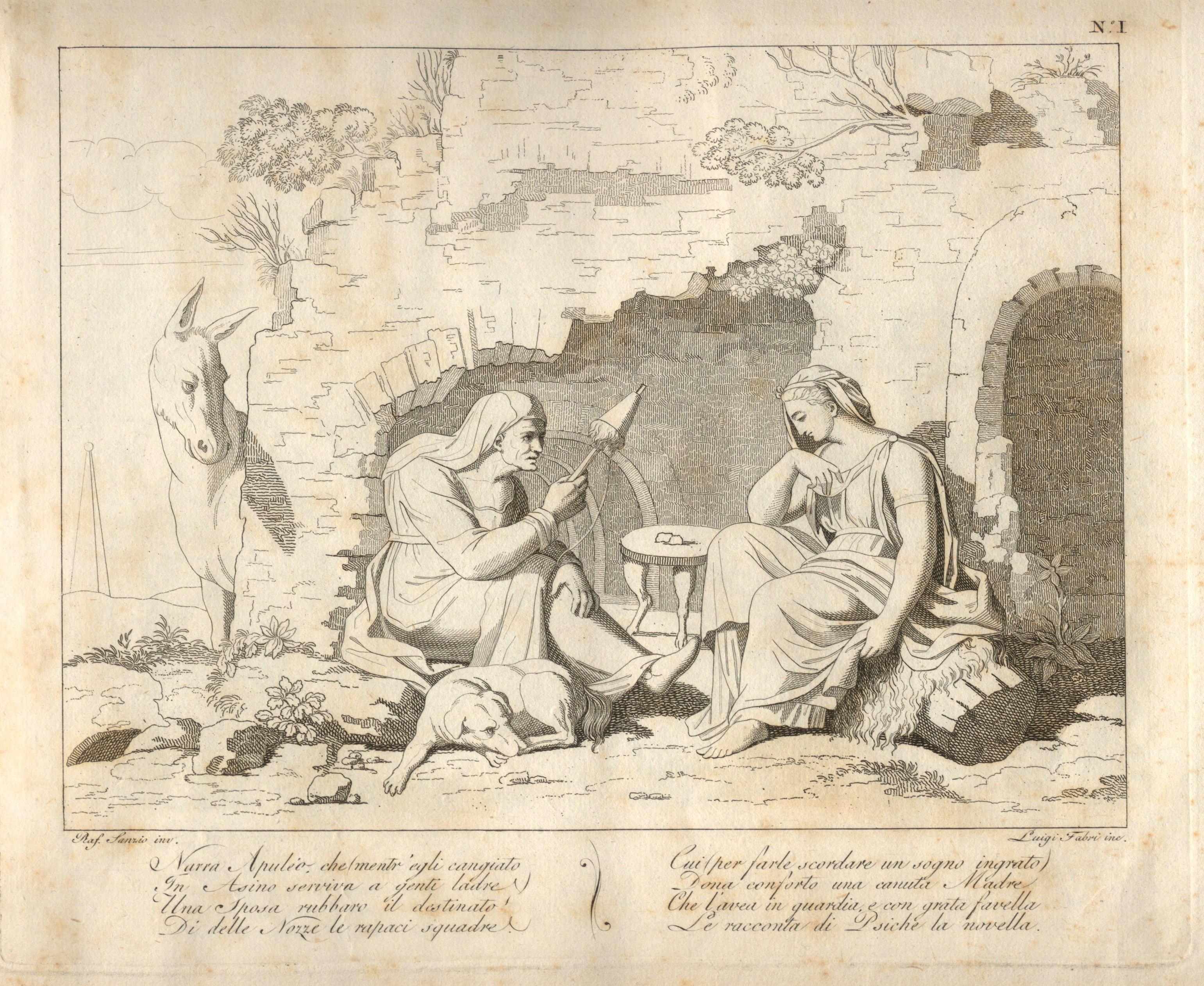
Luigi Fabri, La favola di Amore e Psiche, incisione da Raffaello
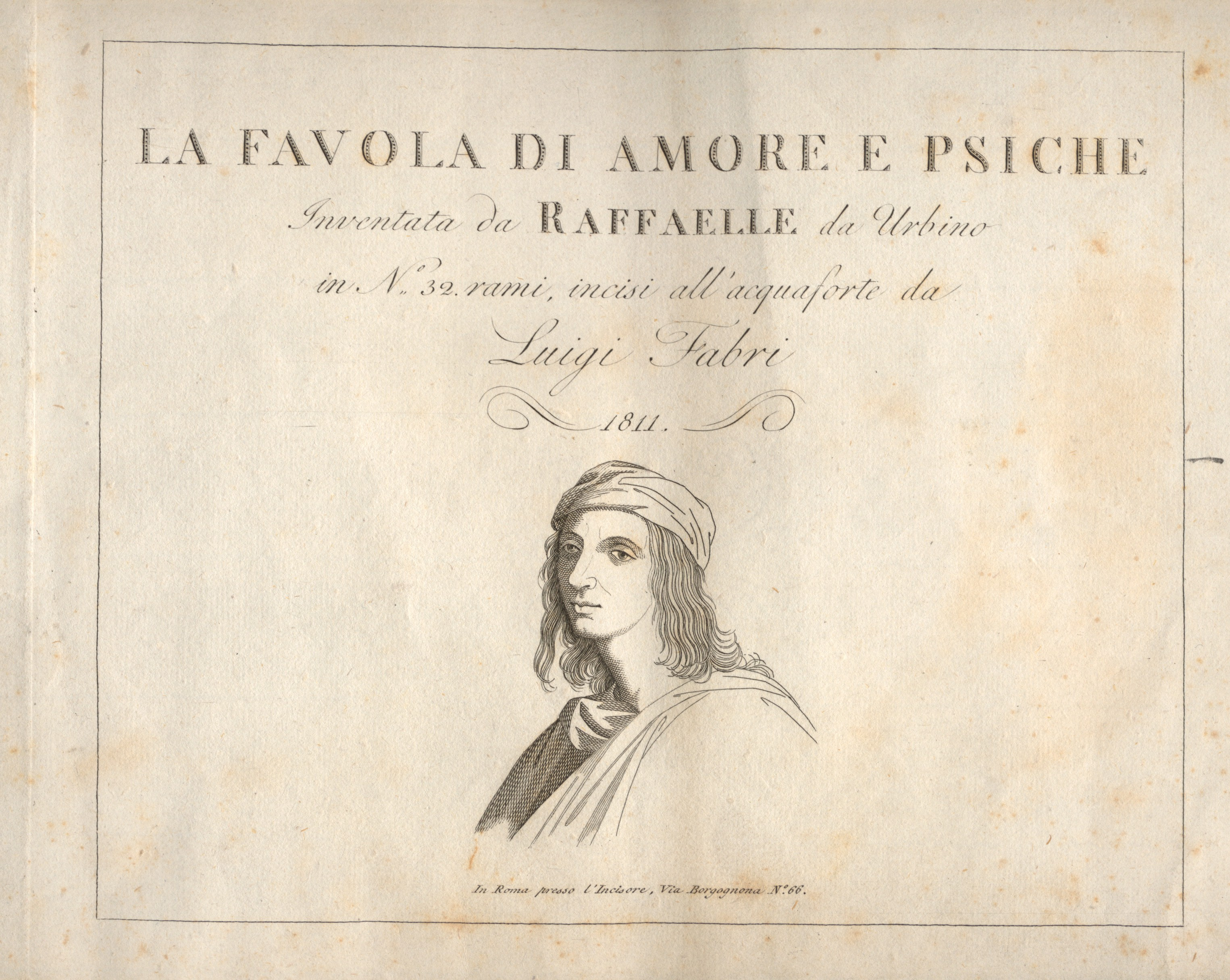
Luigi Fabri, La favola di Amore e Psiche, incisioni da Raffaello. Copertina
Luigi Fabri - Sposalizio di Santa Caterina, Galerie Lucien Bonaparte